# Józef Wyrobek (nauczyciel)
Józef Wyrobek (ur. 18 marca 1850 w Bestwinie, zm. 7 stycznia 1924 w Dębicy) – polski nauczyciel.

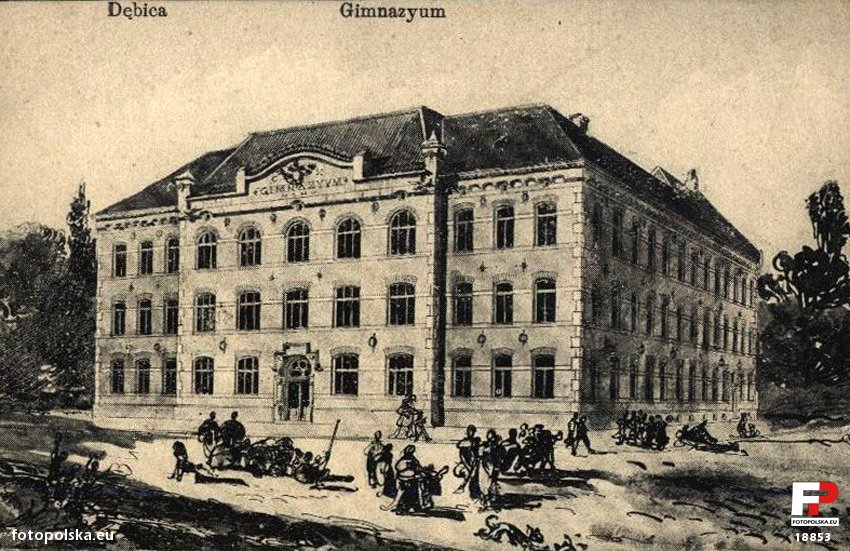
Budynek gimnazjum w Dębicy

## Życiorys
Józef Wyrobek urodził się 18 marca 1850 w Bestwinie. Kształcił się w Gimnazjum w Cieszynie, a od 1869 w C. K. Gimnazjum św. Anny w Krakowie, które ukończył w 1872 zdając egzamin dojrzałości z odznaczeniem. W 1876 ukończył studia filozoficzne w zakresie historii i geografii na Wydziale Filozoficznym Uniwersytetu Jagiellońskiego. 
Przez 11 lat pracował jako nauczyciel prywatny w domach w różnych miejscach ziem polskich oraz zagranicą, głównie we Włoszech. 16 listopada 1887 podjął pracę w szkolnictwie. Od tego roku pracował w Nowym Sączu, skąd reskryptem C. K. Rady Szkolnej Krajowej z 18 sierpnia 1890 został przeniesiony jako zastępca nauczyciela do C. K. Gimnazjum w Sanoku. Tam uczył języka łacińskiego, języka polskiego, języka niemieckiego oraz historii kraju rodzinnego. Rozporządzeniem C. K. Rady Szkolnej Krajowej z 25 lipca 1892 został przeniesiony do C. K. III Gimnazjum w Krakowie. 
Od 1895 pracował C. K. Gimnazjum w Wadowicach.  Tam uczył języka niemieckiego i matematyki. Rozporządzeniem C. K. Rady Szkolnej Krajowej z 19 lipca 1897 został przeniesiony do C. K. Gimnazjum w Nowym Sączu. Reskryptem C. K. Rady Szkolnej Krajowej z 7 sierpnia 1899 został przeniesiony do C. K. Gimnazjum w Brzeżanach. Tam uczył języka niemieckiego, języka polskiego, języka łacińskiego, historii, geografii, historii kraju rodzinnego. W drugim półroczu 1901/1902 przebywał na urlopie. Rozporządzeniem C. K. Rady Szkolnej Krajowej z 31 października 1902 jako zastępca nauczyciela został przeniesiony do C. K. Gimnazjum w Stanisławowie i uczył języka łacińskiego, języka polskiego, geografii. Egzamin nauczycielski złożył 25 listopada 1902, a jego służba liczyła się od 1 grudnia 1902.
23 czerwca 1903 został mianowany nauczycielem rzeczywistym w C. K. Gimnazjum w Dębicy i w kolejnych latach pracował w tym zakładzie (do 1918 imienia Franciszka Józefa). Otrzymał tytuł c. k. profesora i uczył tam historii, geografii (był zawiadowcą gabinetu geograficznego), języka polskiego, języka niemieckiego, kaligrafii, potem także gimnastyki. W 1913 otrzymał VIII rangę w zawodzie.
W Dębicy udzielał się w działalności patriotycznej, oświatowej i filantropijnej. Był prezesem tamtejszego koła Towarzystwa Nauczycieli Szkół Wyższych. Kierował Sodalicją Panów. Był współzałożycielem dębickiego gniazda Towarzystwa Gimnastycznego „Sokół” oraz został pierwszym prezesem tej organizacji. Reprezentował Macierz Ziemi Cieszyńskiej, na rzecz której działał. Zamieszkiwał w gmachu gimnazjum. Po wybuchu I wojny światowej i ewakuacji ludności pozostał w zakładzie gimnazjum i sprawował opiekę nad gmachem, natomiast po wkroczeniu wojsk rosyjskich (24 września 1914) stanął na czele miasta. U władz wojskowych interweniował w sprawach obywateli. Po drugiej inwazji rosyjskiej trwającej od listopada 1914 do maja 1915 (umieszczono tam koszary i szpital) pozostawał w szkole dbając o jej infrastrukturę. Przypisano mu także ocalenie gmachu szkoły i „Sokoła” w 1915 podczas pożaru miasta, wznieconego przez wycofujące się wojska rosyjskie. W pierwszym półroczu roku szkolnego 1917/1918 przebywał na urlopie. Został odznaczony austriackim Krzyżem Jubileuszowym dla Cywilnych Funkcjonariuszów Państwowych.
Po odzyskaniu przez Polskę niepodległości pozostawał profesorem przemianowanego Państwowego Gimnazjum w Dębicy, ucząc języka niemieckiego, geografii, historii, kaligrafii, był zawiadowcą gabinetu archeologicznego.
W uznaniu wydania materiałów do dziejów Dębicy oraz opiekuńczej działalności podczas wojny uchwałą rady gminy miejskiej otrzymał honorowe obywatelstwo miasta. Zmarł 7 stycznia 1924 podczas pracy w gimnazjum. Został pochowany na miejscowym cmentarzu.

## Publikacje
- O pokrewieństwie domu Habsburgów i Habsbursko-Lotaryńskiego z narodowemi dynastyami w Polsce, Litwie, Rusi (1901)[40]
  - także w: Sprawozdanie Dyrekcyi C. K. Gimnazyum w Brzeżanach za rok szkolny 1901 (1901)[41]
- Ważniejsze dokumenty do historyi miasta Dębicy. Część I: VII dokumentów od r. 1358 – 1502 (1908)[42]
- Ważniejsze dokumenty do historyi miasta Dębicy. Część II: XIII dokumentów od roku 1451 – 1598 (1909)[43]
- Ważniejsze dokumenty do historyi miasta Dębicy. Część III: VII dokumentów od roku 1582 – 1691 (1910)[44]
- Ważniejsze dokumenty do historyi miasta Dębicy. Część IV: dok. XVIII–XXXII od r. 1504 – 1705 po części do r. 1775 (1911)[45]
- Ważniejsze dokumenty do historyi miasta Dębicy. Część V: XXXIII do XXXV (1913)[46]
- Ważniejsze dokumenty do historyi miasta Dębicy. Część VI: XXXVI do XLII (1914)[47]
- Ważniejsze dokumenty do historyi miasta Dębicy. Część VII: XLIII do XLVII (1917)[48]